# Amitié homme-femme

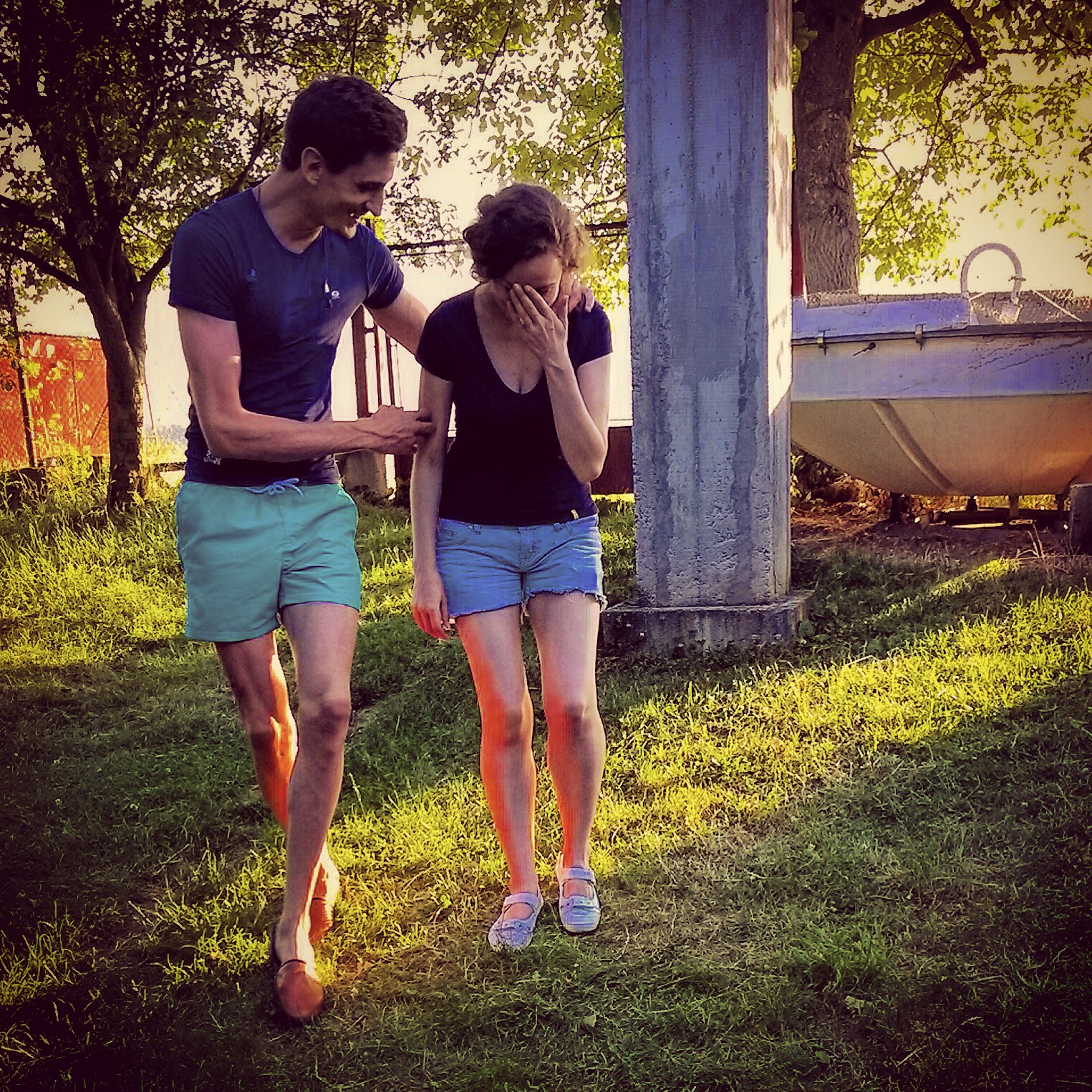
Un homme et une femme s'amusent.

L'amitié homme-femme est un sentiment d'amitié réciproque entre un homme et une femme. L'existence de ce sentiment sans attirance amoureuse ou sexuelle entre l'homme et la femme, sans ambiguïté, fait débat,,,,.

## Origines
L'écrivain français René Nelli explique dans son livre L'érotique des troubadours : « Les femmes ont longtemps aspiré à être « en amitié », en confiance, avec l'homme, parce qu'elles redoutaient de n'être pour lui qu'un objet sexuel (…) L'amour, en tant que « bienveillance » de l'homme pour la femme, n'a pu prendre conscience de lui-même, en Occident, que lorsque les amants eurent appris, en dehors du mariage, et par une sorte d'analyse idéale, à dissocier la communion animique de l'acte charnel et à spiritualiser, dans l'égalité, leurs relations avec leurs maîtresses sur le modèle de l'amitié masculine »,.
L'écrivaine Jacqueline Kelen cite comme exemples historiques les Précieuses et les femmes tenant salon au XVIIIe siècle. Mais, poursuit-elle, « c'est depuis que la femme a recouvré son statut de personne égale que l'amitié peut se développer entre homme et femme, dans le milieu professionnel et aussi dans la sphère du privé».

## Débat sur son existence

### Existence
Le philosophe allemand Friedrich Nietzsche énonce dans son livre Humain, trop humain publié en 1878 : « Des femmes peuvent très bien lier amitié avec un homme ; mais pour la maintenir - il y faut peut-être le concours d'une petite antipathie physique ». Dans son chapitre « De l'amitié », le philosophe dit pourtant ne pas croire en l'amitié en général, « il y a toujours quelqu’un de trop auprès de moi », mais verrait plutôt cela comme un palliatif à la solitude qui rend fou. On peut donc douter de sa pertinence à décrire l'amitié femme-homme.
Un type d'amitié homme-femme bien connu est celle entre un homme homosexuel et une « fille à pédés »[pertinence contestée]. Cette relation pourrait démontrer l'existence de l'amitié homme-femme. En effet, la plupart des cas montrent que les homosexuels peuvent surtout intéresser les femmes (lesbiennes ou hétérosexuelles) désireuses d’établir une amitié avec un homme sans qu’il y ait d’ambiguïté, de tentative de séduction.

### Inexistence
Friedrich Nietzsche dit dans son livre Ainsi parlait Zarathoustra publié en 1883 : « La femme n'est pas encore capable d'amitié : elle ne connaît que l'amour ». Sa vision de l'amitié homme-femme a donc évolué depuis Humain, trop humain.
Selon l'acteur et humoriste américain Steve Harvey, l'amitié homme-femme n'existe pas. Il estime que la probabilité qu'un homme ami avec une femme soit dans l'attente d'une relation amoureuse ou sexuelle est de 99,9 %[pertinence contestée],,.
La situation de « friend zone » démontre que de nombreuses relations homme-femme ne sont donc pas des amitiés réciproques. Selon certains psychologues, les hommes sont davantage susceptibles de vivre des situations de friend zone dans le cadre d'une relation avec une femme, : ceux-ci auraient tendance à plus s'attacher à leurs amies que l'inverse, et auraient également tendance à surestimer l'envie des femmes d'avoir une relation amoureuse ou sexuelle,. Le plus souvent, l'amitié homme-femme serait donc rendue impossible par l'homme.
Un autre terme utilisé pour désigner la « friend zone », qui serait considéré comme un point de vue masculin, est la « fuck zone », c'est-à-dire la position dans laquelle les hommes sexualiseraient constamment les femmes y compris leurs amies pour toujours les considérer du moins en partie comme des attraits sexuels.